# Mikkel Beckmann
Mikkel Beckmann (født 24. oktober 1983 i Virum) er en dansk tidligere fodboldspiller, og tidligere assistenttræner i Lyngby BK.
Mikkel Beckmann var midtbanespiller og kunne spille både på højre og venstre kant. Han har tidligere spillet for den svenske klub IF Elfsborg, den cypriotiske klub APOEL Nicosia FC, superligaklubben FC Nordsjælland og forinden for Brede IF, Virum-Sorgenfri, B1903, Brønshøj, Lyngby Boldklub, Randers FC og sin sidste klub Hobro IK.

## Klubkarriere
Beckmann spillede sin sidste kamp for Hobro IK den 22. november mod Esbjerg, som endte 4-4.

## Landsholdskarriere
Han fik debut for det danske A-landshold, da han blev skiftet ind i en venskabskamp mod Slovenien 6. februar 2008.
Den 10. maj 2010 blev han udtaget til Danmarks bruttotrup til slutrunden om VM i Sydafrika. Den 28. maj 2010 var han blandt de 23 spillere, som landstræner Morten Olsen endeligt udtog til VM-slutrunden.

## Trænerkarriere
Mandag den 7. januar 2019 tiltrådte Mikkel Beckmann som ny assistenttræner for Lyngby BK.